# Craíbas
Craíbas là một đô thị que fica tọa lạc trong vùng trung bộ Alagoas. Đô thị này có dân số 21.705 người và diện tích là 275 km² (78,93 người/km²).
Phía bắc và phía đông là đô thị Igaci, phía nam là đô thị Lagoa da Canoa, phía tây giáp đô thị Jaramataia, đông bắc là đô thị Major Isidoro, phía đông nam là đô thị Arapiraca và tây nam là thị Girau do Ponciano.